# Attokro
Attokro  est une localité du centre de la Côte d'Ivoire, et appartenant au département de M'bahiakro, Région du N'zi-Comoé. La localité d'Attokro est un chef-lieu de commune.